# Gilbert Achcar
Gilbert Achcar (1951) è un politologo francese nato in Libano.
È professore (maître de conférences) di politica e relazioni internazionali all'Università di Parigi VIII: Vincennes - Saint-Denis e ricercatore associato al Centre Marc Bloch di Berlino, autore di saggi e attivista socialista.

## Biografia
Achcar, nato e cresciuto in Libano, vive in Francia dal 1983. È collaboratore di diverse riviste politiche, tra cui "Le Monde Diplomatique", "Monthly Review", "ZNet" e "International Viewpoint". Politicamente vicino alla Quarta Internazionale, in particolare alla sezione francese, la Ligue Communiste Revolutionnaire, in seguito agli attentati terroristici dell'11 settembre 2001 ha riscosso una certa popolarità come commentatore politico, in particolar modo tra la sinistra non-francofona. Discreto successo ha avuto il saggio Le choc des barbaries (2002), tradotto in dieci lingue.
In occasione delle elezioni politiche in Italia del 2008 ha sottoscritto, assieme ad altri grandi nomi della cultura e della politica internazionale (Noam Chomsky, Richard Stallman, Howard Zinn, Michel Onfray, Ken Loach, Daniel Bensaïd ed altri) un appello promosso da Sinistra Critica.